# عمر (فلم 2013)
عمر  (بالإنجليزية: Omar) هو فيلم فلسطيني دراما أُنْتِجَ في فلسطين وصدر في سنة 2013, الفيلم من إخراج وتأليف هاني أبو أسعد، هو الفيلم الخامس للمخرج أبو اسعد الثاني له الذي وصل لترشيحات الاوسكار بعد فيلم الجنة الآن عام 2005 , صور الفيلم بالكامل في فلسطين.

## القصة
وتدور قصة الفيلم حول عامل مخبزة يدعى عمر، تفادى رصاص القنص الإسرائيلي يوميا، وعبر الجدار الفاصل، للقاء حبيبته نادية. بيد أن الأمور تنقلب حينما يعتقل العاشق المناضل من أجل الحرية خلال مواجهة عنيفة مع جنود الاحتلال، تؤدي به إلى الاستجواب والقمع، ويعرض الجانب الإسرائيلي على عمر العمل معه مقابل حريته، فيبقى البطل ممزَّقاً بين الحياة والرجولة.

## أبطال الفيلم
- آدم بكري في دور عمر
- وليد زعيتر في دور رامي ضابط المخابرات الإسرائيلي
- ليم لوباني في دور نادية

## وصلات خارجية
- عمر على موقع IMDb (الإنجليزية)
- عمر على موقع ميتاكريتيك (الإنجليزية)
- عمر على موقع روتن توميتوز (الإنجليزية)
- عمر على موقع نتفليكس (الإنجليزية)
- عمر على موقع قاعدة بيانات الأفلام العربية
- عمر على موقع ألو سيني (الفرنسية)
- عمر على موقع أول موفي (الإنجليزية)
- عمر على موقع بوكس أوفيس موجو (الإنجليزية)
- عمر على موقع فيلمافينيتي (الإسبانية)
- عمر على موقع قاعدة بيانات الفيلم (الإنجليزية)

- فيلم «عمر» الفلسطيني ينقل للأوسكار قضية المتعاونين مع إسرائيل..موقع البي بي سي
- فيلم 'عمر' الفلسطيني يعرض للمرة الأولى أمام جمهور إسرائيلي..موقع راديو سوا
- فيلم «عمر» الفلسطيني يعرض في إسرائيل..موقع الجزيرة
- «عمر».. الفيلم الفلسطيني الثاني في قائمة الترشيحات النهائية للأوسكار